# Jimmy Leadbetter
James Hunter „Jimmy“ Leadbetter (* 15. Juli 1928 in Edinburgh; † 18. Juli 2006 ebenda) war ein schottischer Fußballspieler. Trotz seiner schmächtigen Statur, mit der er wenig an einen Profisportler erinnerte, war er zwischen 1955 und 1965 eine entscheidende Figur in der Mannschaft von Ipswich Town, die über die dritte Liga zweimal aufstieg und 1962 die englische Meisterschaft gewann. Dabei galt er auf der Position eines etwas zurückhängenden linken Flügelspielers im Mittelfeld als „Prototyp“ für den späteren Weltmeistertrainer Alf Ramsey, der dieses Prinzip auch auf die englische Nationalmannschaft anwendete.

## Sportlicher Werdegang
Leadbetter wurde in der schottischen Hauptstadt geboren und besuchte die Balgreen Primary School, wie später auch Dave Mackay, der für seine Zeit bei Tottenham Hotspur und der schottischen Nationalmannschaft sehr bekannt wurde. Nach ersten fußballerischen Erfahrungen in der Heimat bei kleineren Klubs wie Edinburgh Thistle und Armandale Thistle zog es ihn 1949 nach London zum FC Chelsea. Dort blieb ihn der sportliche Durchbruch jedoch verwehrt und nach gerade einmal drei Ligaeinsätzen in drei Jahren wechselte er an die englische Südküste zum Drittligisten Brighton & Hove Albion. Dabei hatte ihn Chelseas neuer Trainer Ted Drake als Teil eines Tauschgeschäfts verwendet und im Gegenzug heuerte Brightons Johnny McNichol bei den „Blues“ an. In Brighton war er Stammspieler auf der Position des Halbstürmers und er schoss in 115 Pflichtspielen 33 Tore. Es folgte im Sommer 1955 der Transfer zu Ipswich Town, das gerade aus der zweiten Liga abgestiegen war. Für den Wechsel in den englischen Osten soll er sogar Gehaltseinbußen akzeptiert haben.
Unter Ipswichs neuem Trainer Alf Ramsey, der später mit England die Weltmeisterschaft gewann, fand Leadbetter schnell eine maßgeschneiderte Position. Dabei kam ihm Ramseys Philosophie zugute, die keine klassischen Außenstürmer vorsah. Da Leadbetter weder über eine außergewöhnlich Schnelligkeit verfügte, die ihn für einen Linksaußen prädestinierte, noch als Halbstürmer aufgrund seiner eher schmächtigen Statur ideal war, ließ ihn Ramsey etwas zurückgezogen im linken Mittelfeld „die Fäden ziehen“. Da dazu die gegnerischen Außenverteidiger in einer Manndecker-orientierten Spielweise aus der Verteidigung gelockt wurden, entstanden zusätzliche Räume für die Stürmer. Ramsey betonte später, dass Leadbetter als Prototyp für seine spätere „Wingless Wonders“ genannte Weltmeisterformation galt und somit ironischerweise ein Schotte maßgeblich den größten englischen Fußballtriumph mitverantwortete. Dabei war Leadbetter wegen seiner körperlichen Erscheinung immer etwas spöttisch behandelt worden – aufgrund seiner dünnen Beinen und der allgemeinen schwach wirkenden Physis erhielt er den Spitznamen „Sticks“ und auch in den Medien wurde er als „blass, greisenhaft, fragil und langsam“ verballhornt. Sportlich war in Ipswich der erneute Aufstiegsversuch zunächst noch nicht von Erfolg gekrönt, aber bereits im zweiten Jahr sicherte sich der Klub erneut die erneute Teilnahme am Spielbetrieb der Second Division. Weitere Erfolge kamen und in einer immer stärker werdenden Ispwich-Mannschaft – angeführt von den Torjägern Ray Crawford und Ted Phillips – stieg auch Leadbetter 1961 in die höchste englische Spielklasse auf. Galt dies schon als eine Überraschung, so folgte bereits ein Jahr später eine Sensation, als Ipswich Town 1962 die englische Meisterschaft gewann. Leadbetter fehlte nur in einer einzigen Partie gegen Leicester City (dort vertrat ihn Aled Owen) und zahlreiche Vorbereitungen der 61 Treffer von Crawford und Phillips gingen auf sein Konto. Anschließend ging seine Profilaufbahn langsam dem Ende entgegen. Der mittlerweile 33-Jährige begleitete zunächst den sportlichen Niedergang seines Klubs, der nach dem Weggang von Ramsey unter Nachfolger Jackie Milburn mit dem Abstieg 1964 als Tabellenletzter einen Tiefpunkt hatte. Leadbetters letzter Einsatz endete am 30. Januar 1965 im FA Cup mit einer deutlichen 0:5-Niederlage bei Tottenham Hotspur.
Nach seinem Weggang aus Ipswich verdingte er sich noch fünf Jahre bis 1970 als Spielertrainer des Amateurklubs Sudbury Town. Danach kehrte er nach Edinburgh zurück und arbeitete 19 Jahre als Fahrer für die Zeitung Edinburgh Evening News. Er lebte später in dem westlich von Edinburgh gelegenen Dorf Corstorphine bis zu seinem Tod drei Tage nach seinem 78. Geburtstag.

## Titel/Auszeichnungen
- Englische Meisterschaft (1): 1962